# Бановка (Запорожка област)
 Тази статия е за селото в Запорожка област.  За селото в Одеска област вижте Бановка (Одеска област).  
Бановка (на украински: Банівка, на руски: Бановка) е село в Украйна, разположено в Приморски район, Запорожка област. През 2001 година населението му е 1144 души.